# Het TheaterFestival Vlaanderen

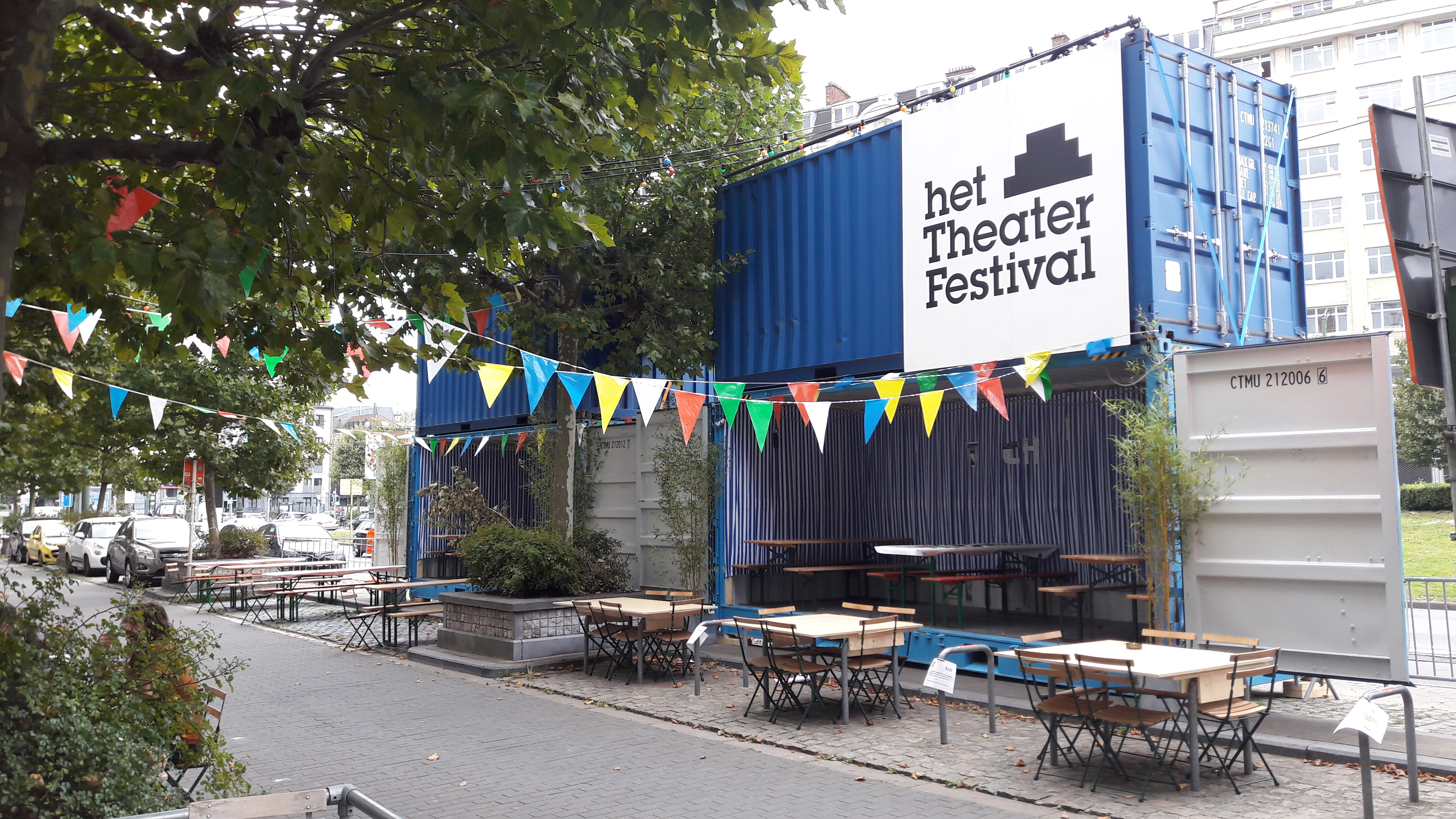
Festivalcentrum Het Theaterfestival (Kaaitheater, 2017)

Het TheaterFestival Vlaanderen is een jaarlijks podiumkunstenfestival dat de beste, belangwekkendste of artistiek en maatschappelijk relevantste voorstellingen van het afgelopen seizoen presenteert. Het festival ontvangt werkingssubsidies binnen het Kunstendecreet van de Vlaamse Overheid. Het wordt afwisselend georganiseerd in Antwerpen en Brussel.

## Historiek

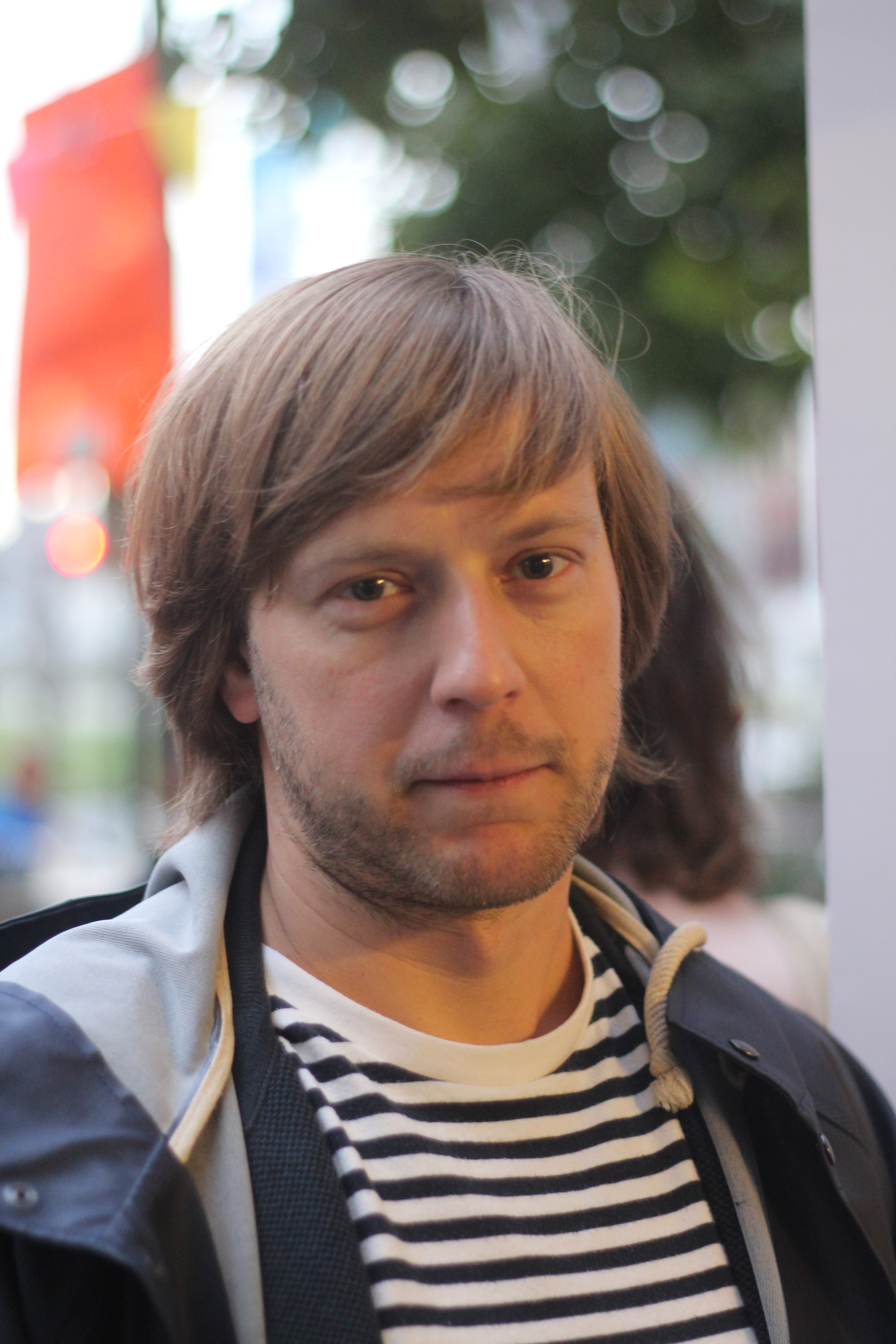
Don Verboven, coördinator 2007-2010

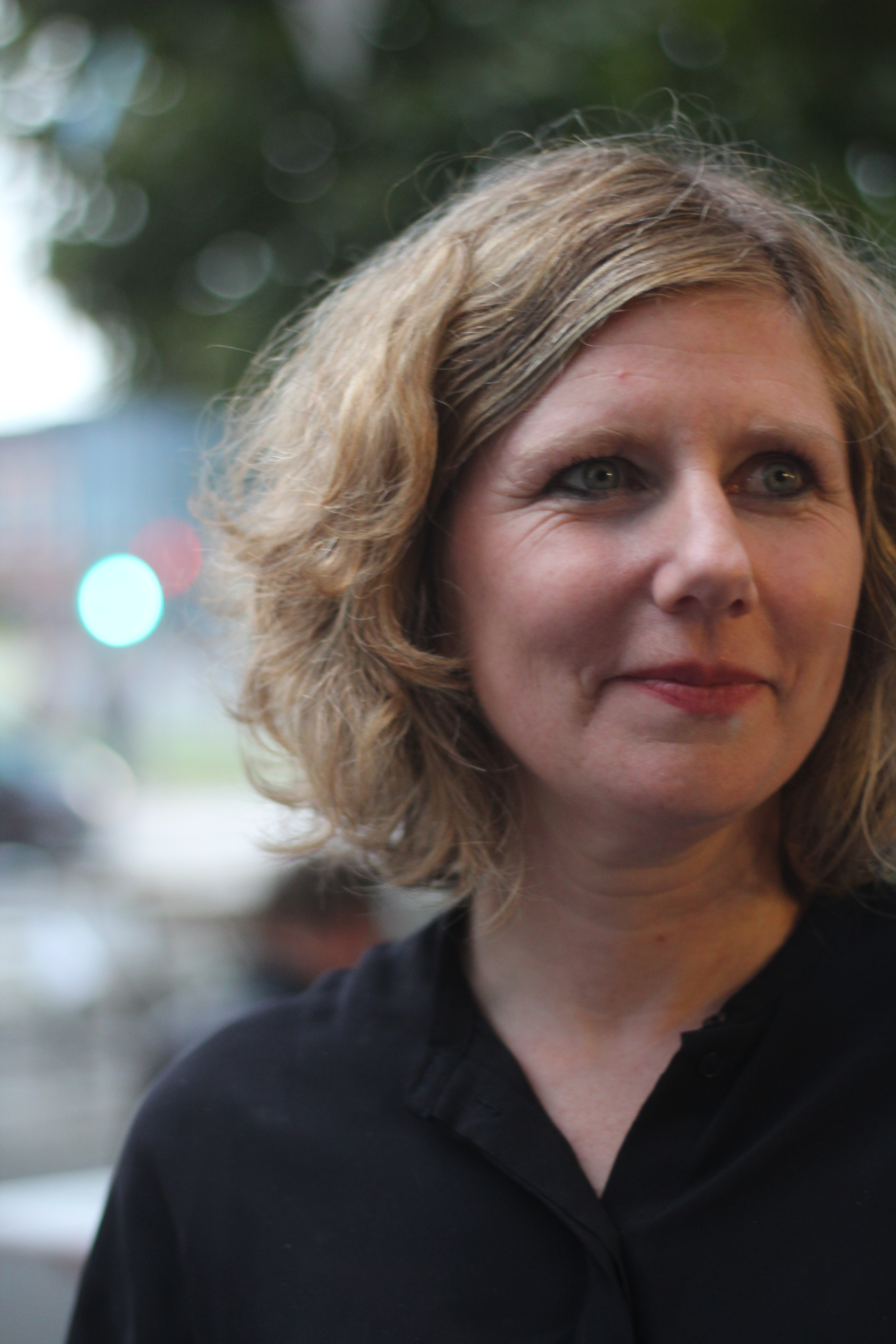
Els De Bodt, coördinator, 2011-2014

De organisatie Het TheaterFestival Vlaanderen vzw werd in 1987 opgericht. Het festival zelf werd echter tot en met de editie van 2005 samen met Nederland georganiseerd onder de naam Het Theaterfestival. Sinds 2006 bestaat er een afzonderlijk Nederlands (Het Nederlands Theater Festival, ook bekend als TF-1 of TF, in Amsterdam) en Vlaams luik (Het Theaterfestival), afwisselend in Brussel en Antwerpen). Beide festivals zorgen voor een eigen selectie en wisselen daarvan drie voorstellingen uit. Deze uitwisseling wordt ondersteund door het Vlaams-Nederlands huis deBuren en De Brakke Grond. Het Vlaamse festival heeft voortaan een eigen jury, die evenwel nog steeds zowel naar Vlaamse als Nederlandse voorstellingen kijkt. De editie van 2006 heeft ook een aparte jury die drie kinder- en jeugdproducties selecteerde uit de tien producties die jeugdprogrammatoren van de Vlaamse cultuur- en gemeenschapscentra nomineerden. Michel Price wordt de eerste festivalcoördinator van het Vlaamse Theaterfestival. De traditie van de State of the Union, die aan het begin van elke festivaleditie wordt uitgesproken, blijft behouden.
In 2007 volgde Don Verboven Michel Price op als festivalcoördinator. Hij leidde vier edities en gaf in 2011 de fakkel door aan Els De Bodt. In het voorjaar van 2015 werd Kathleen Treier aangesteld als nieuwe festivaldirecteur. Omwille van haar zwangerschap leidde Hendrik De Smedt (die actief was bij A Two Dogs Compagny en Mette Ingvartsen) de editie van 2015. Vanaf de editie van 2016 nam Kathleen Treier definitief de leiding over. In 2021 volgde Nora Mahammed haar op.
De verschillende festivaldirecties en -jury's legden telkens eigen accenten. Sommige edities van het festival pretendeerden de beste voorstellingen van het voorbije seizoen te tonen. Andere edities focusten eerder op de keuze van een jury die belangwekkende, maatschappelijke relevante voorstellingen wilde tonen om het publiek zo hun kijk op een doorsnede van het podiumkunstenlandschap te bieden.

## Circuit X
In 2011 introduceerde Het Theaterfestival voor het eerst Circuit X. Dit initiatief van LOCUS (steunpunt lokaal cultuurbeleid), VTI (steunpunt voor de podiumkunsten) (later Kunstenpunt) en Het Theaterfestival geeft een nieuwe generatie talentvolle podiumkunstenaars de kans om hun werk te tonen in cultuur- en gemeenschapscentra in heel Vlaanderen. Circuit X is zo een kwaliteitslabel, dat staat voor verrassende voorstellingen van makers die nog niet zo bekend zijn bij het grote publiek.

## Randprogramma
Naast de festivalselectie biedt Het Theaterfestival ook een randprogramma aan. De samenstelling daarvan verschilt van jaar tot jaar, maar terugkerende elementen zijn zijn debatten, boekpresentaties, nabesprekingen bij voorstellingen, tentoonstellingen, de dagkrant van het festival, Studio Villanella, voorstellingen uit het amateurtheater, een summerschool kunstkritiek en prijsuitreikingen zoals de Vlaamse Cultuurprijs voor Podiumkunsten of de Roel Verniersprijs. De noemer waaronder dit randprogramma wordt aangekondigd wijzigt doorheen de jaren (bv.: parallelprogramma, contextprogramma,...), vaak samen met de komst van een nieuwe festivalcoördinator.

## Festivalselectie per editie

### 2006

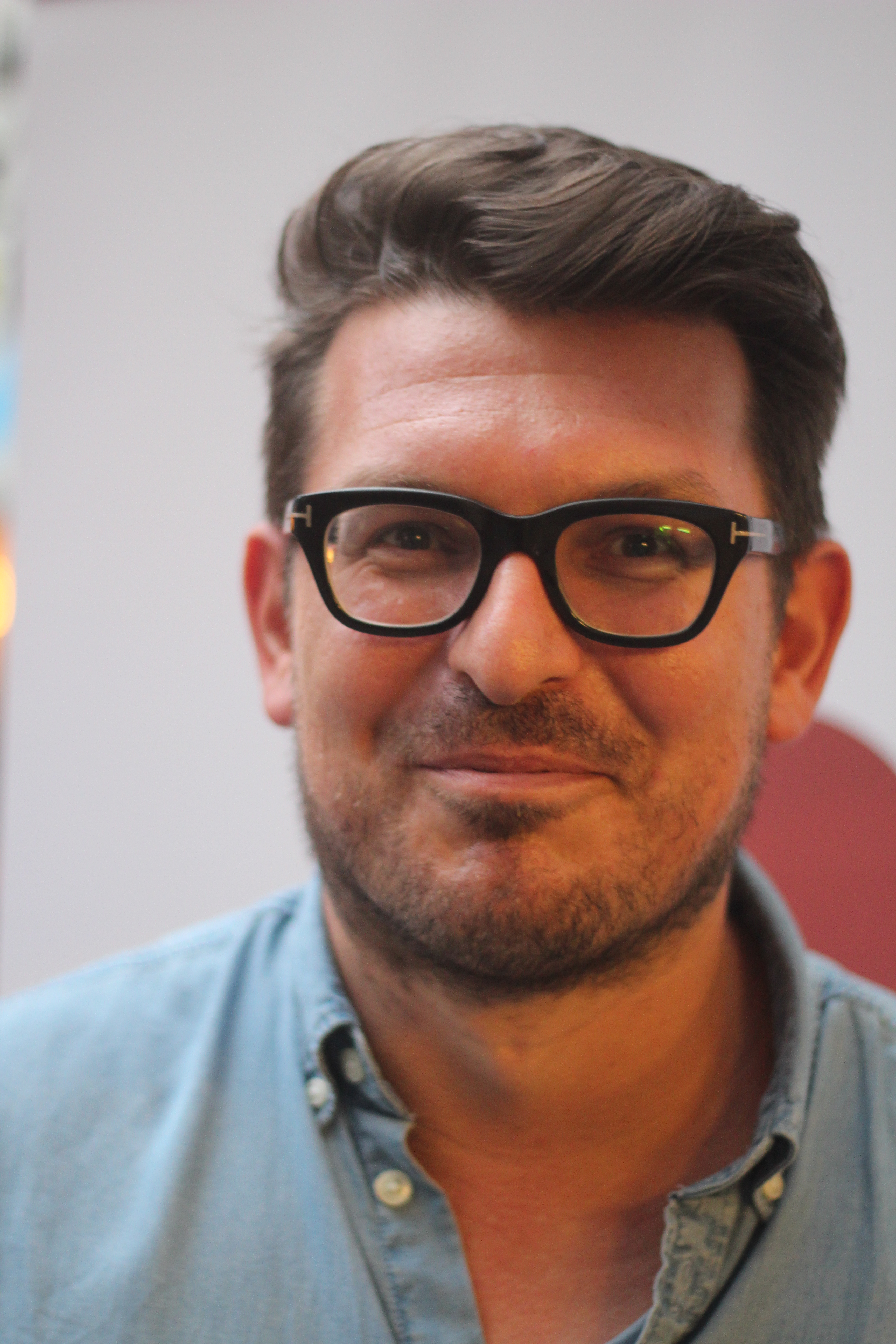
Hans Lenders, jurylid 2006

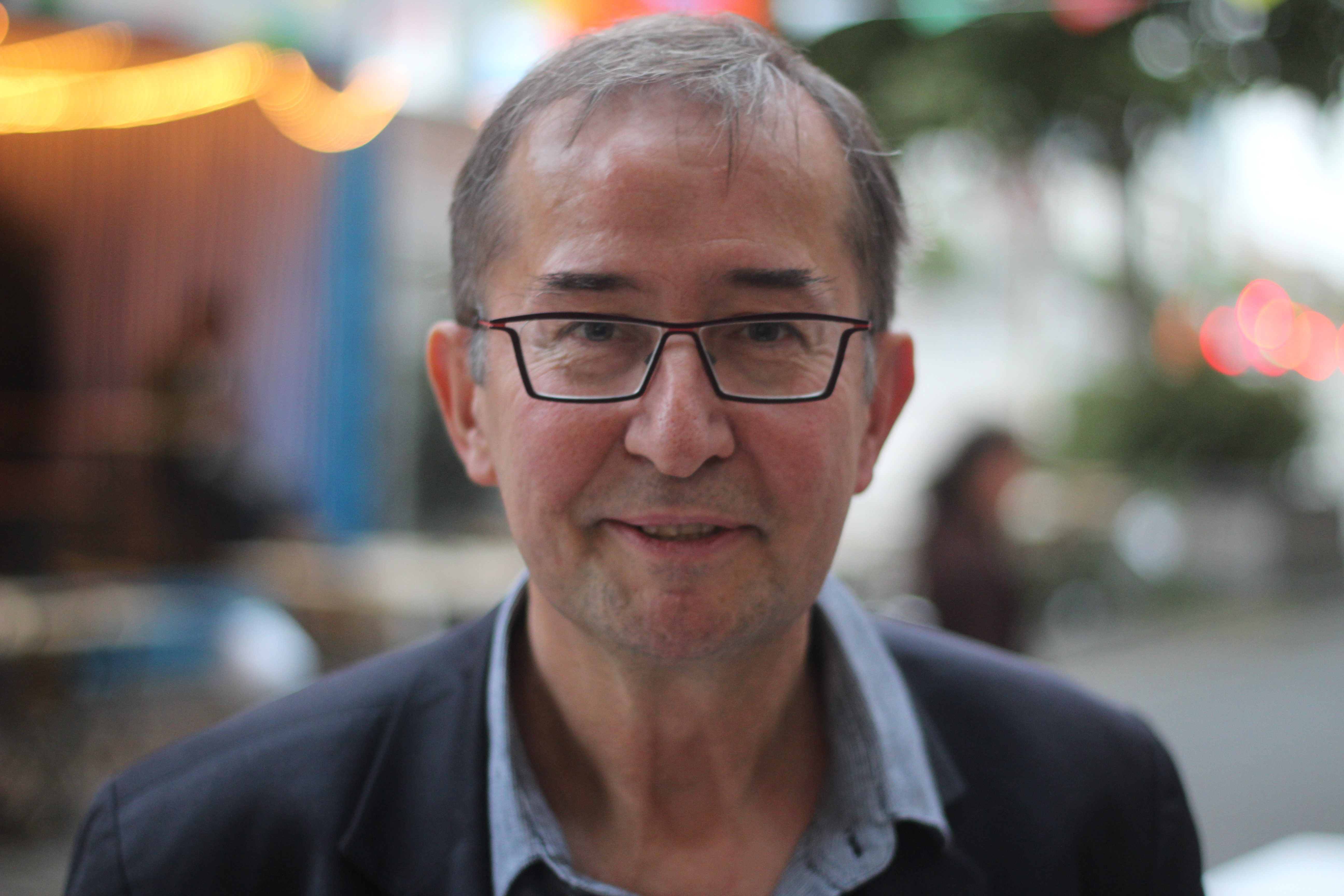
Guy Cassiers, State of the Union 2006

- Van 24 augustus tot en met 2 september in Antwerpen.
- Jury volwassenen: Mesut Arslan, René van den Pluijm en Michel Price
- Kinder- en jeugdtheaterjury: Veerle Anthonis, Tuur Devens, Machteld Geudens, Liv Laveyne, Hans Lenders en Gerhard Verfaillie
- State of the Union: Guy Cassiers

#### Selectie voor volwassenen
- Au nom du père (Toneelgroep Ceremonia en Toneelhuis). Tekst en regie van Eric De Volder
- Oorlog (Theater Zuidpool)
- Hersenschimmen (ro theater). Regie van Guy Cassiers naar de roman van J. Bernlef
- Platform (NTGent). Regie van Johan Simons naar de roman van Michel Houellebecq
- Hoop (Toneelhuis) en STUK Kunstencentrum. Van en met Abke Haring
- Fimosis (Theater Antigone. Van en met Peter Monsaert en Jan Sobrie
- Rollende Road Show (NTGent en Wunderbaum)
- Opening Night (Toneelgroep Amsterdam, NTGent)

#### Kinder- en jeugdselectie
- Verzeten (Luxemburg)
- Van binnen moet je wezen (Blauwe Engel & Woelige Baren)
- Titus (Kopergietery)

Andere genomineerden:
- Het Fluistertheater van Floor, Oto en Titus (Droomedaris Rex). Teksten van Michael De Cock, gespeeld in een installatie van Stef Depover
- Beestenbende (Ensemble Leporello). Op basis van het boek Misschien wisten zij alles van Toon Tellegen
- Marie-L (Stella Den Haag)
- Orfee (Theater Froe Froe)
- Bol de wereld (4Hoog)
- Het blauwe uur (Toneelhuis, HETPALEIS, Lotte Van den Berg
- As you like it (Toneelhuis). Productie met jongeren in een regie van Peter Seynaeve

#### Producties uit de Nederlandse selectie
- U bent mijn moeder (HETPALEIS)
- Bagdad blues (Keesen & Co)

### 2007
- Van 23 augustus tot en met 1 september 2007 in Brussel.
- Jury volwassenen: Neske Beks, Hanneke Paauwe en Dirk Verstockt.
- Kinder- en jeugdtheaterjury: Veerle Anthonis, Tuur Devens, Machteld Geudens, Liv Laveyne, Hans Lenders en Gerhard Verfaillie
- State of the Union: Bart Meuleman[7]

#### Selectie voor volwassenen
- Onschuld (KVS en ro theater
- Liga (Kassys)
- Tinseltown (Abattoir Fermé)
- We People (Union Suspecte)
- Le sous-sol (Peeping Tom)
- Bonanza (Berlin)
- The Bult and the Beautiful (Theater Antigone). Regie van Bart Meuleman
- Mug inn (Mugmetdegoudentand)

#### Jeugdtheaterselectie
- Lava - een bodemonderzoek (Studio Orka)
- Pakman (Raven Ruëll, Michiel Van Cauwelaert, Bruno Vanden Broecke en Nico Sturm) / Theater Artemis
- Zwijnen! (Mieja Hollevoet en BRONKS)

#### Producties uit de Nederlandse selectie
- mighytsociety4 (Mightysociety, Eric de Vroedt)
- Richard III (ro theater)
- Vielfalt (Jakop Ahlbom)

### 2008
- Van 22 tot 30 augustus 2008 in Antwerpen (deSingel (festivalcentrum), Monty, Bourla).
- Jury: Kristof Jonckheere (Buda, Kortrijk), Karlien Vanhoonacker (VRT-journaliste), theatermaker Jur van der Lecq en jurycoördinator en festivaldirecteur Don Verboven (de jury’s voor jeugd- en volwassenenproducties werden dit jaar geïntegreerd).
- State of the Union: Sidi Larbi Cherkaoui

#### De Keuze
- Droesem (Inne Goris, Zeven)
- Global anatomy (Benjamin Verdonck en Willy Thomas, KVS)
- I/II/III/IIII (Kris Verdonck)
- The ballad of Ricky and Ronny (MaisonDahlBonnema)
- Maybe forever (Meg Stuart en Philipp Gehmacher, Damaged Goods)
- Romeinse tragedies (Toneelgroep Amsterdam en Kaaitheater)
- Tien geboden, deel 1 (NTGent en Wunderbaum)
- Altijd prijs (Arne Sierens, Compagnie Cecilia en HETPALEIS)
- Thierry (Peter Seynaeve, JAN)
- Het geheven vingertje (Tg Max.)
- Win een auto (Bad van Marie)
- U bevindt zich hier (Dries Verhoeven, Huis a/d werf)

#### Keuze uit Nederlands Theaterfestival
- Rococo (Hotel Modern)
- Laatste Nachtmerrie (Laura van Dolron)
- Tourniquet (Abattoir Fermé)

### 2009
- Van 27 augustus tot en met 5 september 2009 in Brussel.
- Jury: Karolien Derwael, Geert Opsomer en Ditte Pelgrom
- State of the Union: Tim Etchells

#### De Keuze
- Johnson & Johnson (Manah Depauw)
- Wintervögelchen (Jan Decorte, Bloet vzw, Comp.Marius, Kaaitheater)
- Stalker (Nieuw West)
- Eet smakelijk (Ilay den Boer, Het Huis van Bourgondië, detheatermaker)
- Wild Boys (Willemijn Zevenhuijzen, hetveem productie)
- Nimmermeer (Abattoir Fermé, De Maan)
- CandyLand (Alexandra Broeder, BonteHond)
- DegrotemonD (SKaGeN)
- END (Kris Verdonck)
- Cheap Lecture (Jonathan Burrows, Matteo Fargion)
- De laatste dagen der mensheid (’t Barre Land)
- KALENDER (Benjamin Verdonck, Toneelhuis)
- Sans papiers zingen ... (Thomas Bellinck)
- Episode 3: 'Enjoy Poverty' (Renzo Martens)

#### Keuze uit Nederlands Theaterfestival
- Brandhout. Een irritatie (tg STAN)
- Amateurs (Nieuw West)
- The Broken Circle Breakdown feat... - (Compagnie Cecilia)

### 2010
- Van 26 augustus tot en met 4 september 2010 in Antwerpen (deSingel, Monty, Toneelhuis).
- Jury: Karel Vanhaesebrouck (Rekto:verso, RITS), Bernard Van Eeghem (theatermaker) en Manja Topper (Dood Paard).
- State of the Union: Tim Etchells

#### De Keuze
- Otaku (Joost Vandecasteele, Kaaitheater)
- Unfold (kabinet k, Kopergietery)
- Iraakse geesten - Mokhallad Rasem, Monty)
- Springville (Miet Warlop)
- 1:Songs (Nicole Beutler ism Sanja Mitrovic en Gary Shepherd)
- Bakchai (Jan Decorte, de Roovers, Kaaitheater)
- Kermis in de hel (Peter Gorissen, Monty)
- Kokoschka Live! (De Warme Winkel, De Veenfabriek, Touki Delphine, Nieuw-West, Marien Jongewaard)
- Rail Gourmet (Wunderbaum)
- Som Faves (Ivo Dimchev)
- Snorro (Ro Theater)

### 2011
- Van 25 augustus tot en met 3 september 2011 in het Kaaitheater, KVS, BRONKS en op locatie in Brussel.
- Jury: Eva Brems (UGent), Valentijn Dhaenens (SKaGeN), Pietjan Dusee (Productiehuis Brabant en het jongemakersfestival CEMENT), Eddie Guldolf (C-Mine) en Sarah Vankersschaever (De Standaard).
- State of the Union: Pascal Gielen

#### Selectie
- Berckmans (Jurgen Delnaet, De Tijd)
- Sartre Zegt Sorry (Laura van Dolron, Het Nationale Toneel)
- Warmoes (Studio Orka)
- Kind (Alexandra Broeder, Bonte Hond)
- Gregoria (Bart Meuleman, KVS, ro theater)
- Oblomov (LAZARUS)
- Aleksej (HETPALEIS)
- Women (Ugo Dehaes, kwaad bloed, STUK)
- Freetown (Dood Paard)
- En Atendant (Rosas)
- Nooit van elkaar (Toneelgroep Amsterdam)
- Lethal Inc. (Steigeisen, De Werf)

#### Circuit X
De jury van het Theaterfestival selecteerde vijf podiumvoorstellingen, die gepresenteerd werden tijdens Het Theaterfestival en daarna op tournee gingen langs cultuur- en gemeenschapscentra in Vlaanderen:
- Still Standing You (Pieter Ampe en Guilherme Garrido)
- De Vader, de Zoon en het Heilige Feest (Sadettin Kirmiziyüz)
- De Tatiana Aarons Experience (Tom Struyf)
- While Things Can Change (Koen de Preter en Maria Ibarretxe)
- Dorp, het verhaal van een uitzicht (Annelies van Hullebusch)

### 2012
- Van 23 augustus t.e.m. 1 september in deSingel en Monty.
- Jury: Bert Anciaux (voormalig minister van Cultuur), Kristien De Proost (Tristero), Wouter Hillaert (De Standaard), Eddie Guldolf (C-Mine Genk) en Geert Overdam (Theaterfestival Boulevard 's-Hertogenbosch).
- State of the Union: Stef Lernous

#### Selectie
- Onvoltooid Verleden (Toneelhuis, Olympique Dramatique)
- It's going to get worse and worse and worse, my friend (Voetvolk)
- Gij die mij niet ziet (Bruno Vanden Broecke, Wim Helsen, (KVS)
- Het fantastische leven van de Heilige Sint Christoffel zoals samengevat in twaalf taferelen en drie liederen (Silence Fini, De Werf)
- San Francisco (De Warme Winkel)
- A Louer (Peeping Tom, KVS)
- Raymond (Thomas Gunzig, Manu Riche, Josse De Pauw, KVS, Théâtre National)
- Krenz (De Koe)
- Dit is alles (HETPALEIS)
- De Pijnders (Compagnie Cecilia), KC De Werf, Theater Antigone)
- Land's End (Berlin)
- Cesena (Rosas, Graindelavoix)

#### Getoond uit Nederlandse selectie
- BIMBO (Boogaerdt/Vanderschoot)
- Bloed & Rozen (Toneelhuis)

#### Circuit X
- Het fantastische leven van de Heilige Sint Christoffel zoals samengevat in twaalf taferelen en drie liederen (Silence Fini, De Werf)
- Twee meisjes en een schurk (Mieke Laureys, Annelore Stubbe, Ensemble Leporello)
- De Verleiding (Maarten Westra Hoekzema, UNM)
- Winterlicht (Thomas Janssens, Fernweh, De Tijd)
- Jake & Pete's big reconciliation attempt for the disputes from the past (Pieter Ampe, Jakob Ampe, CAMPO)

### 2013
- Van 29 augustus t.e.m. 7 september 2013 in Brussel
- Jury: Cees Vossen (programmator CCBe), Evelyne Coussens (freelance journalist voor o.a. De Morgen), Natali Broods (De Koe), Robbert Van Heuven (journalist bij o.a. Trouw) en Jan Hautekiet (VRT).
- Kinderjury (Anthe Baele, Vic Bourgeois, Margot Demey, Clarice Nasser, Lies en Daan Roofthooft en Jits Van Damme

#### Selectie
- An Old Monk (LOD, Théâtre Vidy-Lausanne, Josse De Pauw, Kris Defoort)
- Toestand (Tristero, Kristien De Proost)
- Nora (Tg STAN)
- A Brief History of Hell (Abattoir Fermé)
- All That is Wrong (Ontroerend Goed, Laika)
- Starend Meisje (Zonzo Compagnie)
- Book Burning (Pieter De Buysser, Hans Op de Beeck)
- Pleinvrees (Lotte Van den Berg, OMSK)
- Duikvlucht (Studio Orka, Theater Antigone)
- Platonov (NTGent)
- Built to Last (Damaged Goods, Meg Stuart) (kon omwille van praktische redenen niet hernomen worden)
- Jandergrouwnd (De Warme Winkel, Toneelgroep Oostpool (kon omwille van praktische redenen niet hernomen worden)

#### Selectie uit Nederlands Theater Festival
- mightysociety 10 (Mighty Society)
- Somedaymyprincewill.com (Trouble Man, Sadettin Kirmiziyüz)

#### Circuit X
- Zwarte Woud Forever (Suzanne Grotenhuis)
- Vergeetstuk (Tom Struyf, detheatermaker)
- Ich bin wie du (Haider Al Timimi, Geert Vandyck)
- BOG. (Lisa Verbelen, Sanne Vanderbruggen, Benjamin Moen, Judith De Joode)
- Sweat Baby Sweat (Jan Martens, Frascati)

#### Selectie kinderjury
- Tropoi van (Theater FroeFroe)

### 2014
- Van 4 tot en met 14 september in Antwerpen.
- Jury: Helmut Lotti (voorzitter), Michiel Van Cauwelaert (scenograaf), Annelies Van Craeynest (CC De Spil), Robbert van Heuven (Trouw, De Theatermaker), Els Van Steenberghe (Knack).
- State of the Union: Ann Olaerts
- State of the Youth: Freek Vielen

#### Selectie
- Van den vos (Toneelhuis, Muziektheater Transparant, FC Bergman, Liesa Van der Aa, Josse De Pauw, Solistenensemble Kaleidoskop)
- The Dog Days Are Over (JAN, ICKamsterdam, Jan Martens)
- Hamlet vs Hamlet (Toneelhuis, Toneelgroep Amsterdam, Guy Cassiers en Tom Lanoye)
- tauberbach (Les Ballets C de la B, NTGent, Münchner Kammerspiele, Alain Platel)
- Zoutloos (Studio Orka)
- Olga (De Koe)
- Garry Davis (Marjolijn Van Heemstra, Ro Theater, Frascati)
- Leeghoofd (Tuning People, kinderenvandevilla)
- Achter 't eten (Toneelgroep Ceremonia, LOD muziektheater, Theater Zuidpool)
- notallwhowanderarelost (Benjamin Verdonck, KVS, Toneelhuis)
- Vortex Temporum (Rosas, Ictus)
- Met mijn vader in bed (wegens omstandigheden) (Toneelschuur Productie, Paul Knieriem)
- Rauw/Raw (Kabinet K)
- Domo de Europa Historia en Ekzilo (Thomas Bellinck, KVS) - Deze voorstelling kon niet hernomen worden op Het Theaterfestival.
- Partita 2 (Rosas / Anne Teresa De Keersmaeker, Boris Charmatz) - Deze voorstelling kan echter niet hernomen worden op Het Theaterfestival.
- Dantons dood (Toneelgroep Amsterdam, Johan Simons, De Oversteek, Adelheid Roosen) - Deze voorstelling kon niet hernomen worden op Het Theaterfestival).
- Achterkant (De Warme Winkel) - Deze voorstelling speelde enkel op TF Amsterdam.
- ZIGZAG ZIGZAG (Inne Goris, Zeven)
- Snipperdagen (fABULEUS)
- Dinska Bronska (MartHa!tentatief)

#### Circuit X

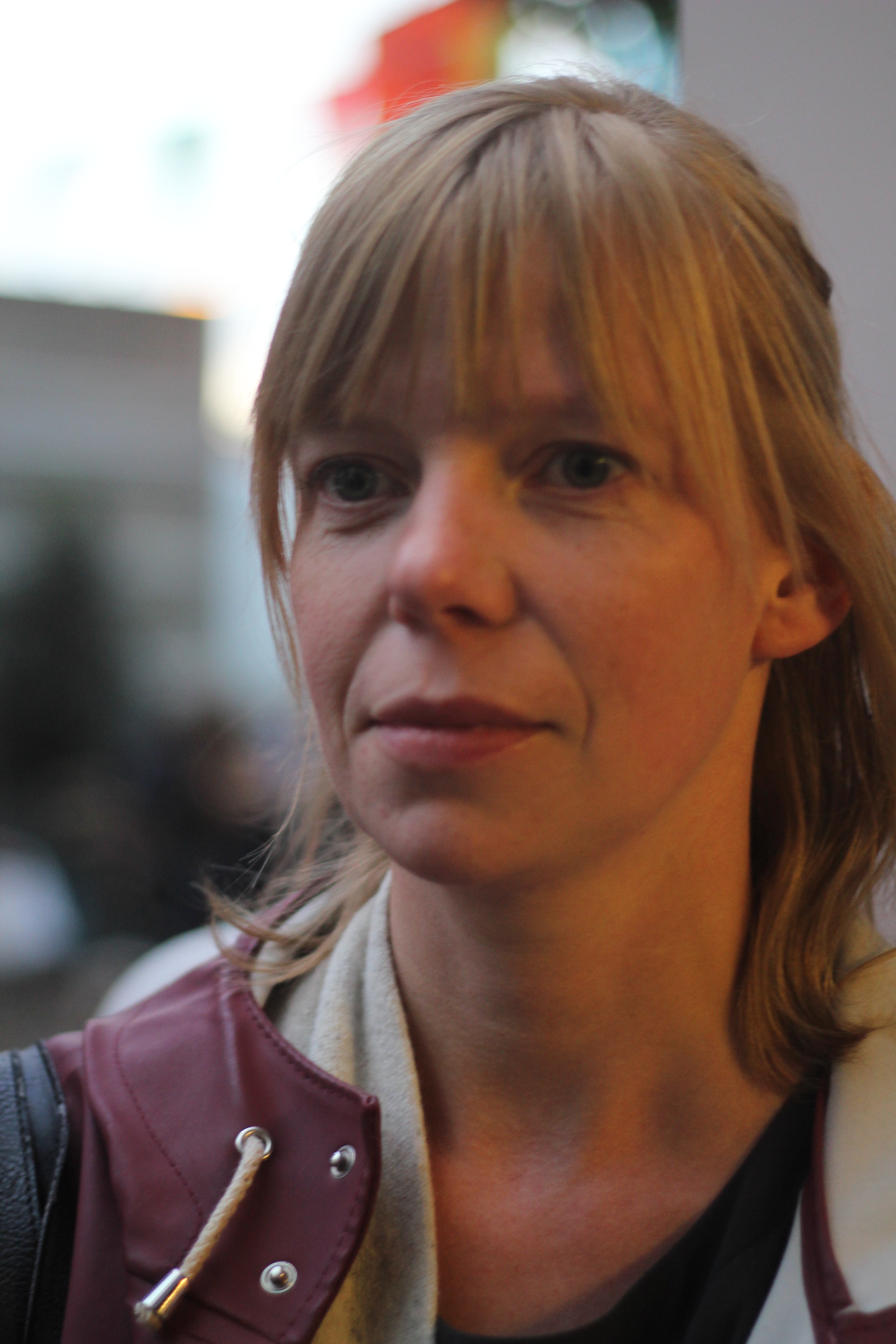
Karolien De Bleser (Compagnie Barbarie)

- The truth about Kate (Frascati Producties, Davy Pieters)
- White Lies (Sontag, Lies Pauwels)
- Heimat (Freek Vielen, Rebekka de Wit, Tom Struyf, Suzanne Grotenhuis, Harald Austbø, detheatermaker)
- The Great Downhill Journey Of Little Tommy (Jonas Vermeulen, Boris Van Severen)
- The end is dear (Compagnie Barbarie)

### 2015
- Van 3 tot 13 september in Brussel
- Jury: Wouter Hillaert, Evelyne Coussens, Liv Laveyne, Els Van Steenberghe, Pieter T'Jonck, Johan Thielemans, Robbert van Heuven, Simon Van den Berg, Samme Raeymaekers, Karel Van Haesebrouck.[8]
- State of the Union: Barbara Van Lindt (DasArts),
- State of the Youth: nieuwe redactie van Etcetera (tijdschrift)

#### Selectie
- Hunter (Meg Stuart, Damaged Goods)
- Al te luide eenzaamheid (Koen van Kaam, Theater Zuidpool)
- The Marx Sisters (De Koe, Tg Stan)
- Angels in America (Toneelgroep Oostpool)
- AUGUSTUS ergens op de vlakte (Olympique Dramatique, Toneelhuis, NT Gent, KVS)
- The Civil Wars (Milo Rau, International Institute of Political Murder)
- Gavrilo Princip (De Warme Winkel)
- Horror (Jakop Ahlbom)
- AH/HA (Lisbeth Gruwez, Voetvolk)
- Work/Travail/Arbeid Anne Teresa De Keersmaeker, Rosas, WIELS)
- Vader (Peeping Tom)
- Liefdesverklaring (Nicole Beutler, Magne van den Berg, fABULEUS, NBprojects)
- The Great Warmachine (Joachim Robbrecht)
- Slumberland (An Pierlé, Fulco Ottervanger, Nathalie Teirlinck, Zonzo Compagnie)
- Tornar (Seppe Baeyens, Ultima Vez)
- Wij/Zij (BRONKS)
- De Bank (Theater Stap)
- Kriep (4hoog)
- Colossus (Stef Lernous, Abattoir Fermé, NONA, Cultuurcentrum Mechelen). Deze voorstelling kon niet hernomen worden.
- Medea (Simon Stone, Toneelgroep Amsterdam). Deze voorstelling kon niet hernomen worden.
- Revue Ravage (Josse De Pauw, Tom Lanoye, Peter Vermeersch, KVS, NTGent). Deze voorstelling kon niet hernomen worden.
- The Fountainhead (Ivo Van Hove, Toneelgroep Amsterdam). Deze voorstelling kon niet hernomen worden.

#### Circuit X
- A piece of time (moving pendulums & synchronizing metronomes) (Nick Steur)
- A reason to talk (Sachli Gholamalizad, kunstZ)
- Het Weiss-effect (Hof van Eede)
- THE LOVER (Bára Sigfúsdóttir)
- TO BREAK – The Window of Opportunity (Robbert&Frank/Frank&Robbert, CAMPO)

### 2016[9]
- Van 25 augustus tot en met 4 september in Antwerpen
- Jury: Wouter Hillaert, Liv Laveyne, Marijn Lems, Johan Thielemans, Samme Raeymaekers, Pieter ’t Jonck, Els Van Steenberghe en Karel Vanhaesebrouck
- State of the Union: Wouter Hillaert
- State of the Youth: Aurelie Di Marino

#### Selectie[10][11]
- C’est pas parce que tu t’arrêtes de pédaler que ton vélo va s’arrêter (Forsiti'A)
- ANECKXANDER (Alexander Vantournhout, Bauke Lievens)
- UNTIL OUR HEARTS STOP (Meg Stuart, Damaged Goods, Münchner Kammerspiele)
- De Blinde Dichter (Jan Lauwers, Needcompany)
- Beckett Boulevard (De Koe)
- Het Hamiltoncomplex (HETPALEIS, Sontag, Lies Pauwels)
- Mount Olympus. To glorify the cult of tragedy (Troubleyn, Jan Fabre)
- Fidelis Fortibus (Circus Ronaldo)
- Hollandse Luchten III: De Radicalisering van Sadettin K. (Sadettin Kirmiziyüz)
- Poepsimpel (Compagnie Cecilia)
- Scheeps-Horeca (Jan Hulst, Kasper Tarenskeen, Frascati Producties)
- De Meest Zwaarmoedige Voorstelling Ooit (waarvan het hele publiek moet huilen) (Theater Artemis, De Warme Winkel)
- Borgen (Noord Nederlands Toneel)
- Kings of War (Toneelgroep Amsterdam)

#### Circuit X
- Antithesis, the future of the image (Michiel Vandevelde)
- Forever Young (Marijn Brussaard, Frascati Producties)
- HonderdHuizen (Yinka Kuitenbrouwer)
- Kokokito (Louis Vanhaverbeke, CAMPO)
- Scheeps-Horeca (Jan Hulst, Kasper Tarenskeen, Frascati Producties)
- ONE.  (Lisa Verbelen, BOG)

#### Uit de Nederlandse selectie
- Helpdesk (Wunderbaum)
- De Man door Europa (Lucas De Man, HZT, Stichting Nieuwe Helden)

#### In het kader van de Roel Verniersprijs
- ON ICE (Suzanne Grotenhuis, De Nwe Tijd)

### 2017

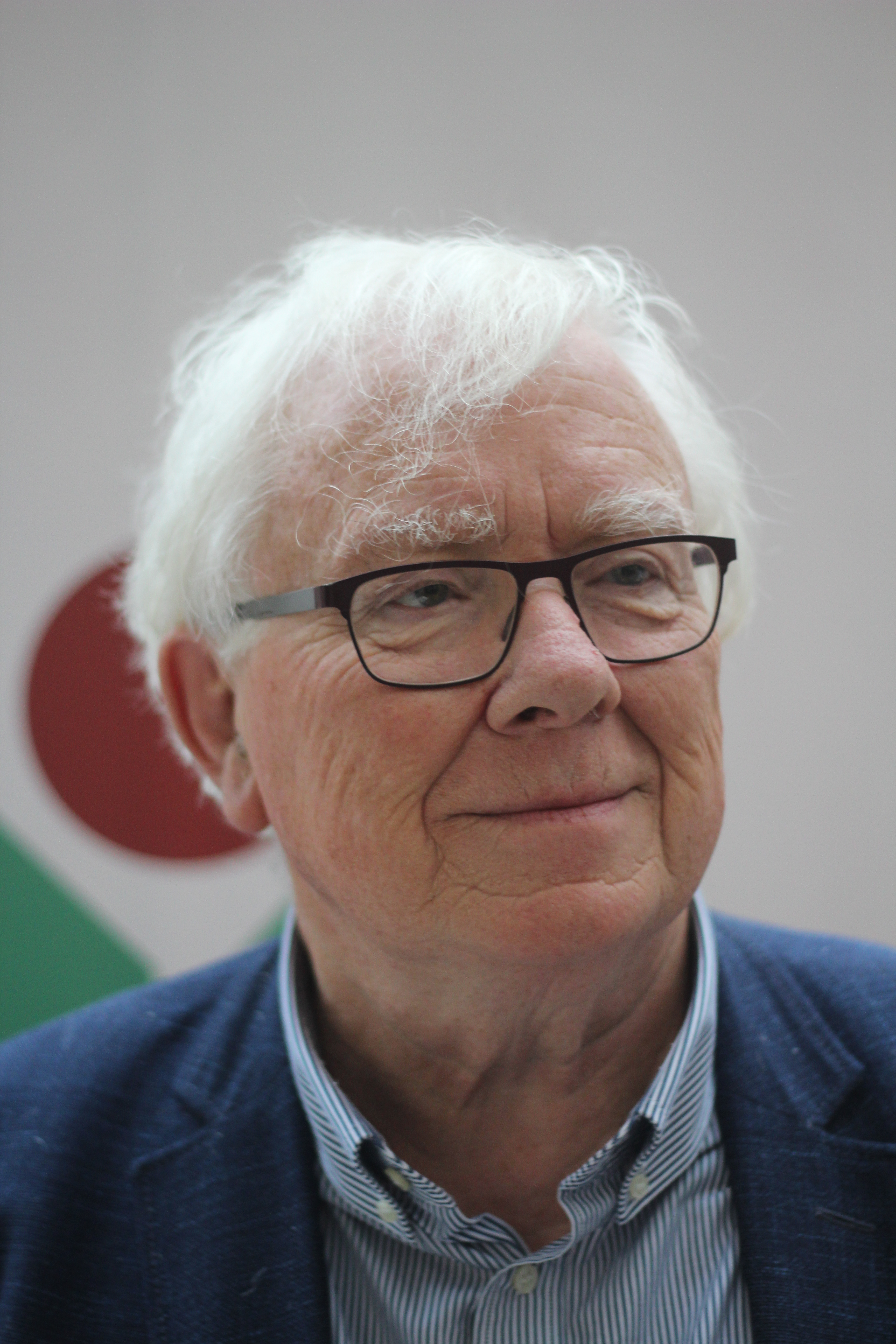
Johan Thielemans, jurylid 2015, 2016; juryvoorzitter 2017

- Van 31 augustus tot en met 10 september in Brussel
- Jury: Johan Thielemans (voorzitter), Charlotte De Somviele, Wouter Hillaert, Liv Laveyne, Marijn Lems, Pieter T'Jonck, Els Van Steenberghe, Samme Raeymaekers en Karel Vanhaesebrouck
- State of the Union: Fabrice Murgia
- State of Youth: Anne Breure

#### Selectie
- Chasse patate (Studio ORKA)
- BUKO (Abattoir Fermé)
- alleen (tg STAN)
- Niets (De Nwe Tijd, hetpaleis)
- Malcolm X (Junior Mthombeni, Fikry El Azzouzi, Cesar Janssens, KVS)
- A Love Supreme (Salva Sanchis, Anne Teresa De Keersmaeker, Rosas)
- Infini 1-15 (Decoratelier, KVS)
- Five Easy Pieces (Milo Rau, International Institute of Political Murder, CAMPO)
- Radical Light (Salva Sanchis, Kunst/Werk)
- EVOL (Claire Croizé, ECCE vzw)
- Klutserkrakkekilililokatastrof (fABULEUS, Ballet Dommage)
- Risjaar Drei (Olympique Dramatique, Toneelhuis)

#### Circuit X
- Another One (Maxim Storms, Lobke Leirens)
- Mining Stories (Silke Huysmans, Hannes Dereere)
- Salut Copain (Dounia Mahammed)
- Mazing (Vera Tussing)

#### Golden Oldie
Onder de noemer Golden Oldie herneemt Het Theaterfestival een belangwekkende voorstelling die langere tijd terug de selectie van het festival haalde. Voor de editie 2017 koos de jury voor Ola Pola Potloodgat (Pascale Platel, BRONKS) uit de selectie van het Nederlands-Vlaamse Theaterfestival van 2002.

#### Extra
- The only way is UP (Boris Van Severen, Jonas Vermeulen, CAMPO)
- MAPping Brussels (KVS, Mestizo Arts Platform, Pianofabriek Citylab, Théâtre de Galafronie)